# Bombylella okahandjanus
Bombylella okahandjanus är en tvåvingeart som först beskrevs av Hesse 1938.  Bombylella okahandjanus ingår i släktet Bombylella och familjen svävflugor.
Artens utbredningsområde är Namibia. Inga underarter finns listade i Catalogue of Life.